# Taddeo Zuccari

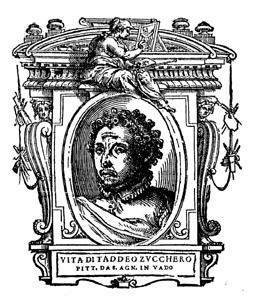
Porträt Taddeo Zuccaris. Illustration aus "Le Vite" von Giorgio Vasari, 1568.

Taddeo Zuccari, auch Taddeo Zuccaro oder Taddeo Zucchero, (* 1529 in Sant’Angelo in Vado bei Urbino; † 1566 in Rom) war ein italienischer Maler und ein Hauptvertreter des Manierismus.

## Leben
Zuccari wurde 1529 als Sohn des weitgehend unbekannten Malers Ottaviano Zuccaro geboren, der ihn unterrichtete. Um 1540 wurde sein Bruder Federico geboren. Mit Unterstützung seines Vaters ging Zuccari 1543 als Vierzehnjähriger nach Rom. Zuccari konnte eine Reihe wohlhabender Auftraggeber für sich gewinnen und schon bald als Fresken- und Sgraffitimaler in Kirchen und Palästen seinen Lebensunterhalt verdienen. Zu seinen Kunden zählten die Päpste Julius III. und Paul IV., gemeinsam mit Prospero Fontana arbeitete er an der Ausschmückung der Villa Giulia. 1556 schuf er die Fresken in der Cappela Mattei, einer Seitenkapelle der Kirche Santa Maria della Consolazione, die die Passionsgeschichte darstellen. Die Fresken erinnern an die Arbeiten Francesco Salviatis, Girolamo Muzianos, Sebastiano del Piombos und Daniele da Volterras.
Als sein Hauptwerk gilt die Ausschmückung der Repräsentationsräume im Palazzo Farnese in Caprarola. Gemeinsam mit seinem Bruder schuf er um 1559 eine Reihe bedeutender Fresken, die sowohl historische Personen porträtieren, wie auch die Geschichte der Familie Farnese erzählen. 1565 vollendete er die Ausschmückung der Sala dei Fasti im Palazzo Farnese in Rom.
Zuccari starb 1566 in Rom, er wurde im Pantheon in der Nähe des Grabes von Raffael beerdigt.

## Werke (Auswahl)

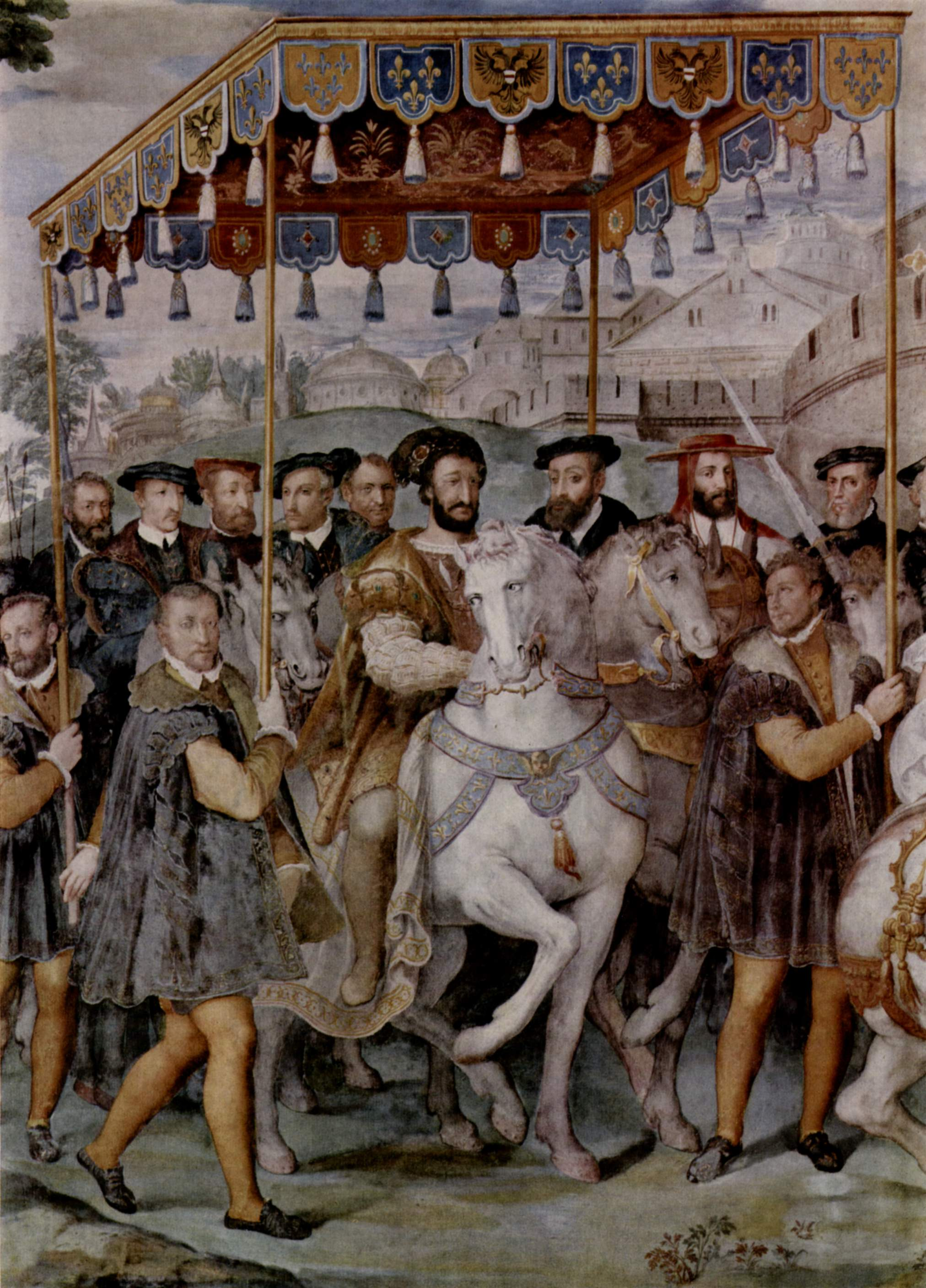
Fresko in der Sala dei Fasti farnesiani, Palazzo Farnese in Caprarola, um 1559

- Anbetung der Könige, um 1555, Holz, 112 × 86 cm. Cambridge, Fitzwilliam Museum.
- Bekehrung Sauli, nach 1553, Leinwand, 68 × 47 cm. Rom, Galleria Doria Pamphilj.
- Kaiser Karl V. bei der Einnahme von Tunis 1535, 1563–1565, Fresko. Vatikan, Musei Vaticani, Cappella Sistina, Sala Regia.
- Toter Christus mit Engeln, Leinwand, 232 × 142 cm. Rom, Galleria Borghese.